# Championnats d'Europe de roller de vitesse
En roller, les Championnats d'Europe de vitesse sont créés en 1989. Ces compétitions, organisées par World Skate Europe, sont annuelles.

## Éditions
| Edition | Pays      | Ville                                             | Date                          | Meilleure nation |
| ------- | --------- | ------------------------------------------------- | ----------------------------- | ---------------- |
| 36e     | Allemagne | Groß-Gerau                                        | 5 au 13 juillet 2025          | France           |
| 35e     | Belgique  | Ostende                                           | 19 au 25 juillet 2024         | France           |
| 34e     | France    | Valence                                           | 16 au 23 juillet 2023         | France           |
| 33e     | Italie    | L'Aquila                                          | 4 au 11 septembre 2022        | France           |
| 32e     | Portugal  | Estarreja                                         | 18 au 25 juillet 2021         | France           |
| 31e     | Espagne   | Pampelune                                         | 25 août au 1er septembre 2019 | Italie           |
| 30e     | Belgique  | Ostende                                           | 16 au 23 août 2018            | Italie           |
| 29e     | Portugal  | Lagos                                             | 1 au 8 juillet 2017           | Italie           |
| 28e     | Pays-Bas  | Heerde et Steenwijkerland                         | 23 au 30 juillet 2016         | Italie           |
| 27e     | Autriche  | Wörgl et Innsbruck                                | - 2015                        | Italie           |
| 26e     | Allemagne | Geisingen                                         | - 2014                        | Italie           |
| 25e     | Pays-Bas  | Almere                                            | - 2013                        | Pays-Bas         |
| 24e     | Hongrie   | Szeged                                            | - 2012                        | Italie           |
| 23e     | Pays-Bas  | Heerde et Zwolle                                  | - 2011                        | Belgique         |
| 22e     | Italie    | San Benedetto del Tronto                          | - 2010                        | Italie           |
| 21e     | Belgique  | Ostende                                           | - 2009                        | Italie           |
| 20e     | Allemagne | Gera                                              | 21 au 27 juillet 2008         | France           |
| 19e     | Portugal  | Estarreja et Ovar                                 | - 2007                        | Italie           |
| 18e     | Italie    | Cassano d'Adda                                    | - 2006                        | Italie           |
| 17e     | Allemagne | Jüterbog, Niedergörsdorf et Ludwigsfelde          | 1er au 7 août 2005            | France           |
| 16e     | Pays-Bas  | Heerde et Groningue                               | - 2004                        | Italie           |
| 15e     | Italie    | Padoue et Abano Terme                             | - 2003                        | Italie           |
| 14e     | France    | Valence et Grenade-sur-Garonne                    | 26 juillet au 2 août 2002     | Italie           |
| 13e     | Portugal  | Paços de Ferreira                                 | - 2001                        | Italie           |
| 12e     | Italie    | Latina                                            | - 2000                        | Italie           |
| 11e     | Belgique  | Zandvoorde, Ostende et Middelkerke                | - 1999                        | Italie           |
| 10e     | France    | Coulaines                                         | 25 juillet au 2 août 1998     | Italie           |
| 9e      | Italie    | Roseto degli Abruzzi, Sulmona et Castel di Sangro | - 1997                        | Italie           |
| 8e      | France    | Saint-Brieuc et Lamballe                          | - 1996                        | Italie           |
| 7e      | Portugal  | Praia da Vitória                                  | - 1995                        | Italie           |
| 6e      | Espagne   | Pampelune                                         | - 1994                        | Italie           |
| 5e      | France    | Valence                                           | 16 au 25 juillet 1993         | Italie           |
| 4e      | Italie    | Acireale                                          | - 1992                        | Italie           |
| 3e      | Italie    | Pineto et Pescara                                 | - 1991                        | Italie           |
| 2e      | Allemagne | Inzell                                            | - 1990                        | Italie           |
| 1er     | Portugal  | Pico                                              | - 1989                        | Italie           |